# Kultura pucharów lejkowatych

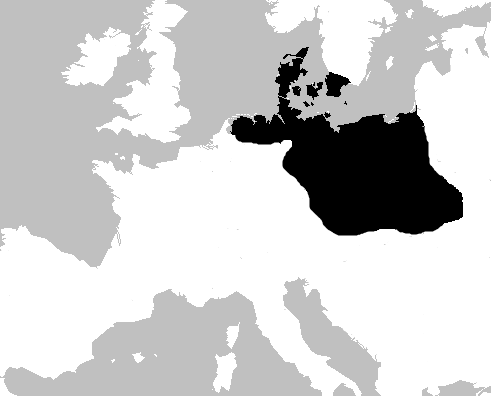
Zasięg kultury pucharów lejkowatych (TRB)

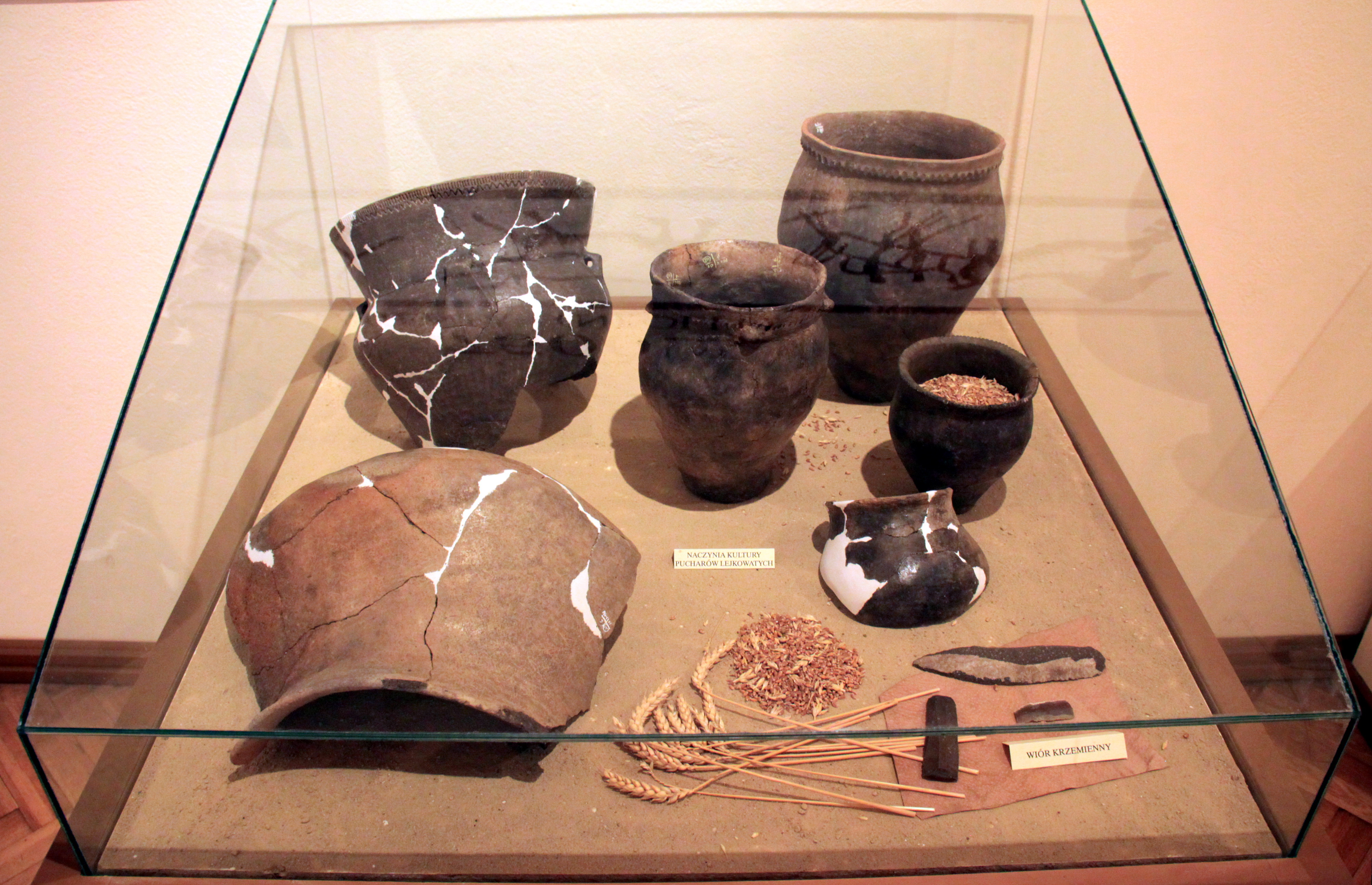
Naczynia kultury pucharów lejkowych znalezione w Pełczyskach, eksponowane w Pałacu Wielopolskich w Chrobrzu

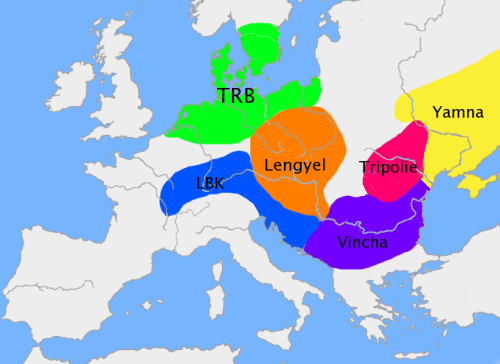
Poglądowa mapa głównych kultur schyłku 4. tysiąclecia p.n.e.

Kultura pucharów lejkowatych (KPL, TRB) – jedna z kultur neolitu z kręgu kultur naddunajskich, występująca w Europie między 3800–2700 p.n.e., na terenach Danii, północnych i wschodnich Niemiec, całych Czech, prawie całej Polski, wschodniej Holandii, północno-wschodniej Austrii oraz części Wołynia i Podola.
Powstała na terenie Kujaw pod wpływem oddziaływania kultury lendzielskiej na lokalne podłoże mezolityczne. Nazwa pochodzi od charakterystycznego kształtu formy naczynia z brzuścem baniastym i szeroko rozchylonym kołnierzem.
W Polsce jej ślady odkryto w Łupawie, Mozgawie, Sarnowie, Włocławku, Wietrzychowicach, Gaju, Leśniczówce, Radziejowie, Krężnicy Jarej, Strzeszkowicach, Baniewicach, Zubrzycach i Słonowicach. Zajmowała się głównie hodowlą, łowiectwem i rybołówstwem, ale także uprawiała zboże, znała radło i zaprzęgała do jego ciągnięcia bydło. Jedna z największych osad tej kultury na ziemiach polskich została odkryta w Ćmielowie koło Ostrowca Świętokrzyskiego. Charakterystyczne dla niej były pochówki szkieletowe, w tym megalityczne grobowce zwane grobami kujawskimi.
Ludność tej kultury zajmowała się również eksploatowaniem krzemienia pasiastego z kopalni w Krzemionkach i szarego, biało nakrapianego w Świeciechowie-Lasku koło Annopola. Także pierwsze ślady zamieszkania na Ostrowie Lednickim zalicza się do tej właśnie kultury.
Do tego cyklu kulturowego zalicza się również następujące kultury:
- kultura ceramiki wstęgowej rytej
- kultura badeńska
- kultura lendzielska
- kultura amfor kulistych
- kultura ceramiki sznurowej
- kultura pucharów dzwonowatych

## Publikacje
- Konrad Jażdżewski, Kultura pucharów lejkowatych w Polsce zachodniej i środkowej, 1936, Poznań.
- Tadeusz Wiślański, Kształtowanie się miejscowych kultur rolniczo-hodowlanych. Plemiona kultury pucharów lejkowatych, [w:] Prahistoria ziem polskich, t. II, Neolit, Wrocław – Warszawa – Kraków – Gdańsk 1979, s. 165–260.
- Aleksandra Cofta-Broniewska, Aleksander Kośko, Historia pierwotna społeczeństw Kujaw, Warszawa – Poznań 1982.
- Janusz Ostoja-Zagórski, Najdawniejsze dzieje ziem polskich, Bydgoszcz 2005.